# Стани (Сілезьке воєводство)
Стани (пол. Stany) — село в Польщі, у гміні Пшистайнь Клобуцького повіту Сілезького воєводства.
Населення — 200 осіб (2011).

## Демографія
Демографічна структура станом на 31 березня 2011 року:
|          | Загалом | Допрацездатний вік | Працездатний вік | Постпрацездатний вік |
| -------- | ------- | ------------------ | ---------------- | -------------------- |
| Чоловіки | 104     | 23                 | 69               | 12                   |
| Жінки    | 96      | 15                 | 50               | 31                   |
| Разом    | 200     | 38                 | 119              | 43                   |